# Héctor Mauré
Héctor Mauré (Vicente José Falivene; * 13. März 1920 in Buenos Aires; † 12. Mai 1976) war ein argentinischer Tangosänger und -komponist.

## Leben
Falivene boxte von 1933 bis 1937 im Boxclub Colegiales. Siebzehnjährig begann er in einer Autowerkstatt zu arbeiten. 1936 trat er im Café Río De La Plata drei Monate als Sänger unter dem Namen Tito Falivene auf. Später nahm er begleitet von den Gitarristen Osvaldo Avena, Pablo Rechia und Antonio Ianigro an einem Gesangswettbewerb im Kino Argentino teil. 1937 trat er mit dem Orchester Anselmo Aietas bei der Landwirtschaftsausstellung in Buenos Aires auf. Noch im gleichen Jahr schloss er sich dem Orquesta Característica Porteña Dante Liguoris an. 1938 gewann er einen Wettbewerb bei Radio Belgrado, bei dem er, nun unter dem Namen Vicente Falivene, begleitet vom Orchester Juan Canaros und einem Gitarrentrio die Tangos Lo han visto con otra und Confesión sang.
Er begann nun eine Gesangsausbildung am von Gabriel Clausi geleiteten Konservatorium und setzte sie an der Musikakademie der Brüder Luis und Mauricio Rubistein fort. Bis 1940 trat er bei verschiedenen Radiostationen auf, danach begann er auf dem Weingut La Superiora zu arbeiten. Er hatte in dieser Zeit nur jeweils kurzzeitige Auftritte als Sänger u. a. mit Alberto Pugliese, bis Juan D’Arienzo einen Nachfolger für seinen Sänger Carlos Casares suchte. Mauré bewarb sich und wurde engagiert. Seit dieser Zeit nannte er sich Héctor Mauré – Héctor nach Héctor Varela und Mauré nach dem Geburtsnamen der Frau D’Arienzos. Er nahm mit D’Arienzo bis 1944 50 Titel auf, darunter den Walzer Flor de mal von Juan Carlos Graviz und den Tango Amarras von Carlos Marchisio und Carmelo Santiago.
1945 begann er seine Laufbahn als Solist bei Radio Belgrano, wo er mit einem eigenen Orchester unter Leitung von Alberto Cima und mit den Gitarrengruppen José Canets und Roberto Grelas auftrat. 1949 schloss er sich Juan Canaro bei seiner Tournee nach Frankreich an. Es kam jedoch auf Grund von Zwistigkeiten zu keinem gemeinsamen Auftritt, stattdessen hatte Mauré einige Unterrichtsstunden bei André Huc Santana, dem Ersten Bassisten der Pariser Oper.
Nach seiner Rückkehr heiratete er 1953 Susana Esther Bassini und baute einige Zeit später ein Haus in Ituzaingó. Nach dem Sturz des Generals Juan Perón 1955 erhielt er als dessen Anhänger ein Auftrittsverbot bei allen Radiosendern. Er sang in den Tangolokalen in Buenos Aires, deren Anzahl in den 1960er Jahren ständig abnahm, und erhielt im November 1975 einen Exklusivvertrag im El Rincón de los Artistas, wo er bis drei Tage vor seinem Tod auftrat.
Insgesamt nahm Mauré mehr als 290 Titel bei den Labels Victor, Orfeo, Columbia und Music Hall auf, teils von einem eigenen Orchester unter Leitung von Pascual Elía begleitet, teils von Orchestern unter Leitung von Carlos Demaría, Juan Sánchez Gorio, Héctor Varela, Lito Escarso, Jorge Dragone und Leopoldo Federico und dem Sextett Héctor Varelas. Bei der Sociedad Argentina de Autores y Compositores (SADAIC) ließ er 26 eigene Kompositionen registrieren, darunter den Tango Oro y diamantes, der von Juan D’Arienzo aufgenommen wurde.